# Elisabeth Eybers
Elisabeth Eybers, Elisabeth Françoise Eybers, född den 16 februari 1915 i Klerksdorp, död den 1 december 2007 i Amsterdam var en sydafrikansk poet som mestadels skrev på afrikaans, men översatte även en del egna och andras verk till engelska.
Eybers växte upp i Schweizer-Reneke där hennes pappa var präst i Nederländska reformerta kyrkan. Hon blev filosofie kandidat vid University of the Witwatersrand och fick även titeln cum laude.
Efter sin examen blev hon journalist och gifte sig 1937 med affärsmannen Albert Wessels, med vilken hon fick tre döttrar och en son. 
Eybers dikt Digteres as huisvrou var första som publicerades av en afrikandisk kvinna.. Hennes första samling, Belydenis in die Skemering, publicerades 1936.
1934 blev hon den första afrikandiska kvinnan som vann Hertzogpriset, 1971 vann som priset för andra gången. Hennes verk har även fått många andra priser, både i Sydafrika och i Nederländerna, bland andra Constantijn Huygenspriset 1978 och P. C. Hooftpriset 1991

## Verk[11]
- 1936 – Belydenis in die skemering
- 1945 – Die vrou en ander verse
- 1946 – Die ander dors
- 1949 – Die stil avontuur
- 1950 – Tussensang
- 1956 – Die helder halfjaar
- 1957 – Versamelde gedigte
- 1958 – Neerslag
- 1962 – Balans
- 1968 – Onderdak
- 1973 – Kruis of munt
- 1977 – Einder

- 1978 – Gedigte 1958-1973
- 1978 – Voetpad van verkenning
- 1982 – Bestand
- 1985 – Dryfsand
- 1985 – Gedichten
- 1985 – Gedigte, 1962-1982
- 1987 – Rymdwang
- 1989 – Noodluik
- 1990 – Versamelde gedigte
- 1991 – Teëspraak
- 1993 – Respyt
- 1995 – Nuweling
- 1995 – Uit en tuis
- 1996 – Tydverdryf/Pastime
- 1997 – Tweegelui

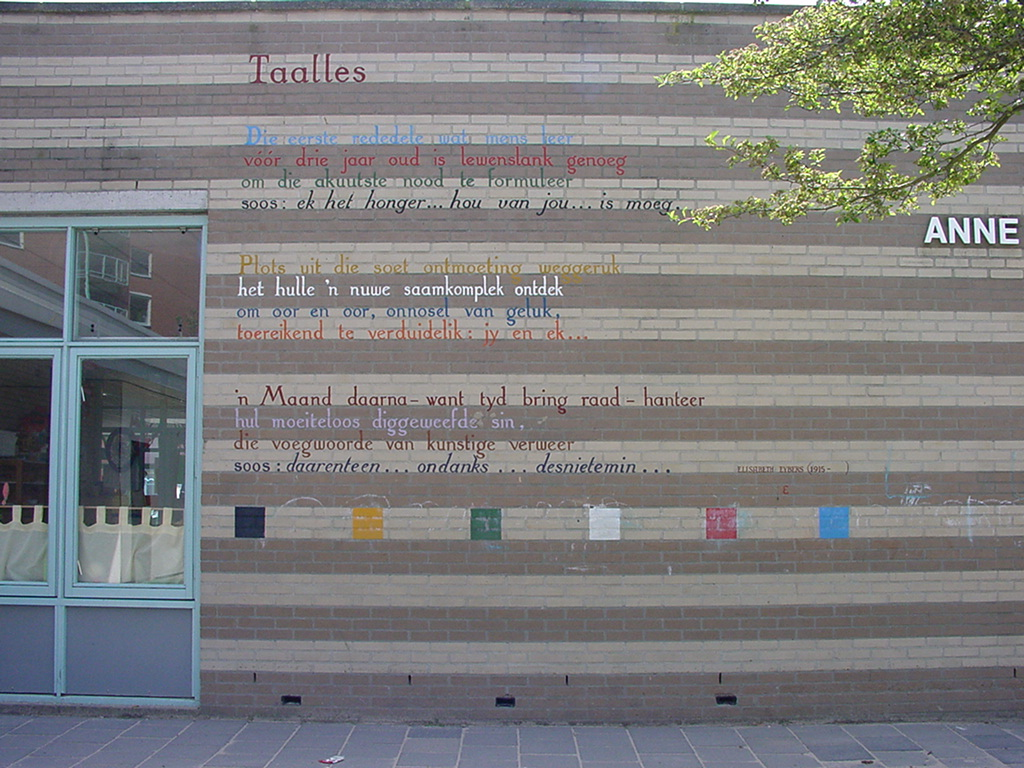
Elisabeth Eybers dikt Taalles på en vägg i Leiden.

- 1997 – Verbruikersverse/Consumer's verse
- 1999 – Winter-surplus
- 2004 – Versamelde gedigte
- 2005 – Valreep/Stirrup-cup